# Олон (Верхняя Гаронна)
Оло́н (фр. и окс. Aulon) — коммуна во Франции, находится в регионе Юг — Пиренеи. Департамент — Верхняя Гаронна. Входит в состав кантона Ориньяк. Округ коммуны — Сен-Годенс.
Код INSEE коммуны — 31023.

## География
Коммуна расположена приблизительно в 640 км к югу от Парижа, в 70 км к юго-западу от Тулузы.
По территории коммуны протекает небольшая река Ну.

## Климат
Климат умеренно-океанический. Зима мягкая и снежная, весна характеризуется сильными дождями и грозами, лето сухое и жаркое, осень солнечная. Преобладают сильные юго-восточные и северо-западные ветры.

## Население
Население коммуны на 2010 год составляло 360 человек.
| 1962 | 1968 | 1975 | 1982 | 1990 | 1999 | 2010 |
| ---- | ---- | ---- | ---- | ---- | ---- | ---- |
| 699  | 505  | 488  | 466  | 434  | 347  | 360  |

## Администрация
| Период | Период | Фамилия          | Партия                  | Примечания |
| ------ | ------ | ---------------- | ----------------------- | ---------- |
| 1944   | 1950   | Люсьен Лабатю    |                         |            |
| 1950   | 1972   | Жан-Анри Аржелес |                         |            |
| 1972   | 2001   | Жерар Лабатю     |                         |            |
| 2001   | 2020   | Мишель Фит       | Социалистическая партия |            |

## Экономика
В 2010 году среди 208 человек трудоспособного возраста (15—64 лет) 132 были экономически активными, 76 — неактивными (показатель активности — 63,5 %, в 1999 году было 68,4 %). Из 132 активных жителей работали 118 человек (61 мужчина и 57 женщин), безработных было 14 (6 мужчин и 8 женщин). Среди 76 неактивных 16 человек были учениками или студентами, 38 — пенсионерами, 22 были неактивными по другим причинам.

## Достопримечательности
- Церковь Св. Феликса (XV век). Исторический памятник с 1989 года[4]
- Церковь Нотр-Дам (XI век). Исторический памятник с 1926 года[5]

## Фотогалерея

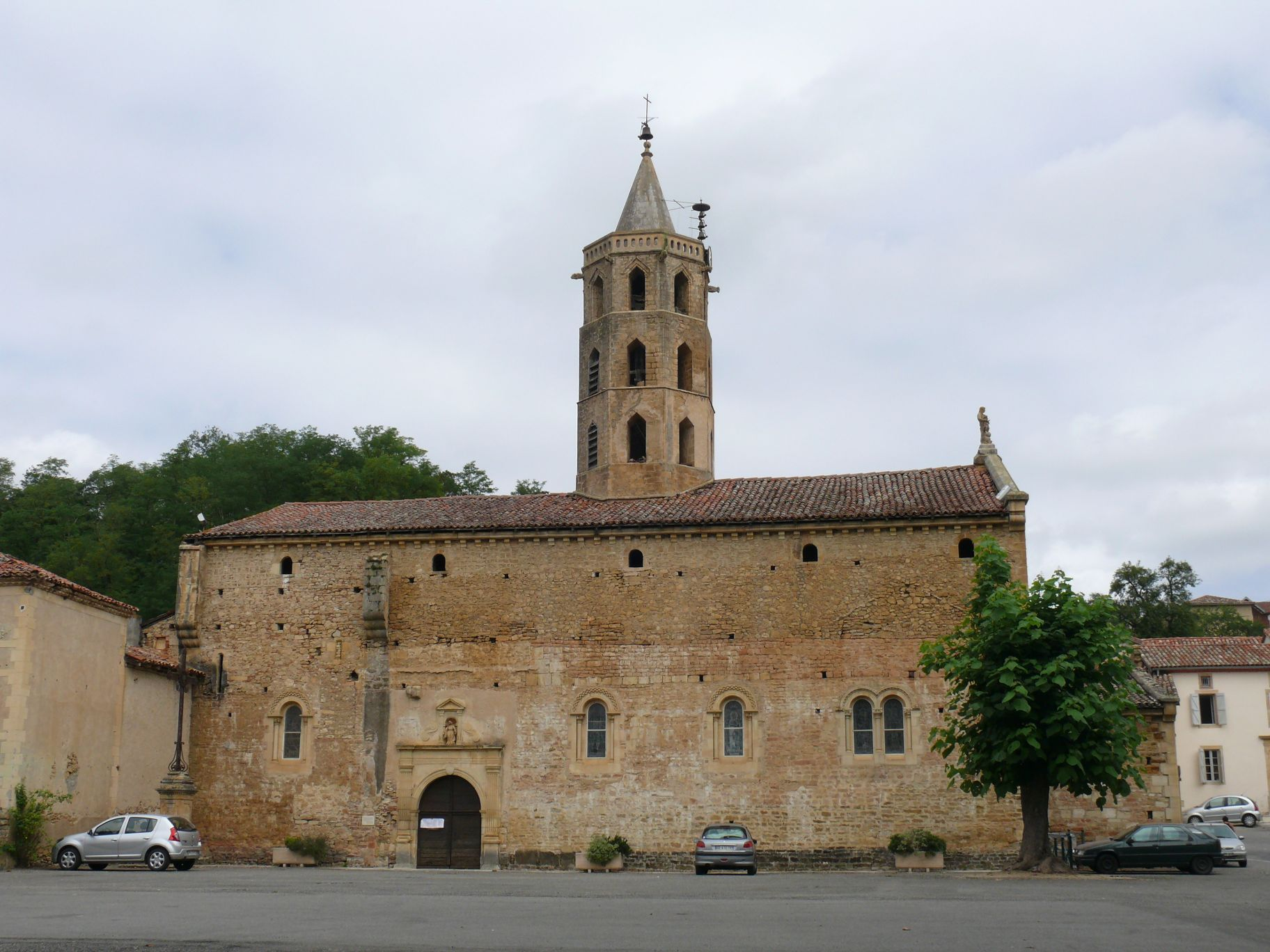
Церковь Нотр-Дам
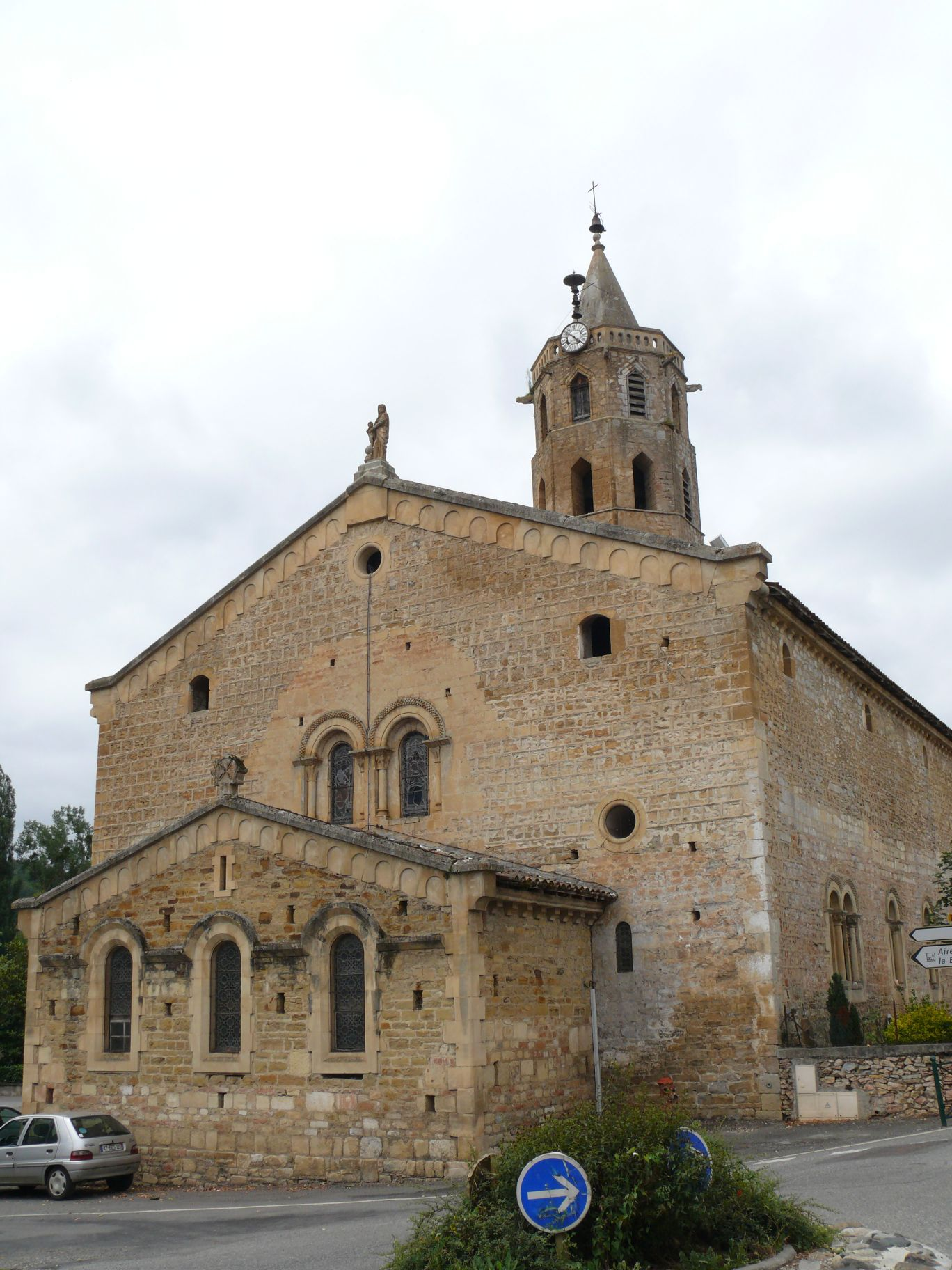
Церковь Нотр-Дам
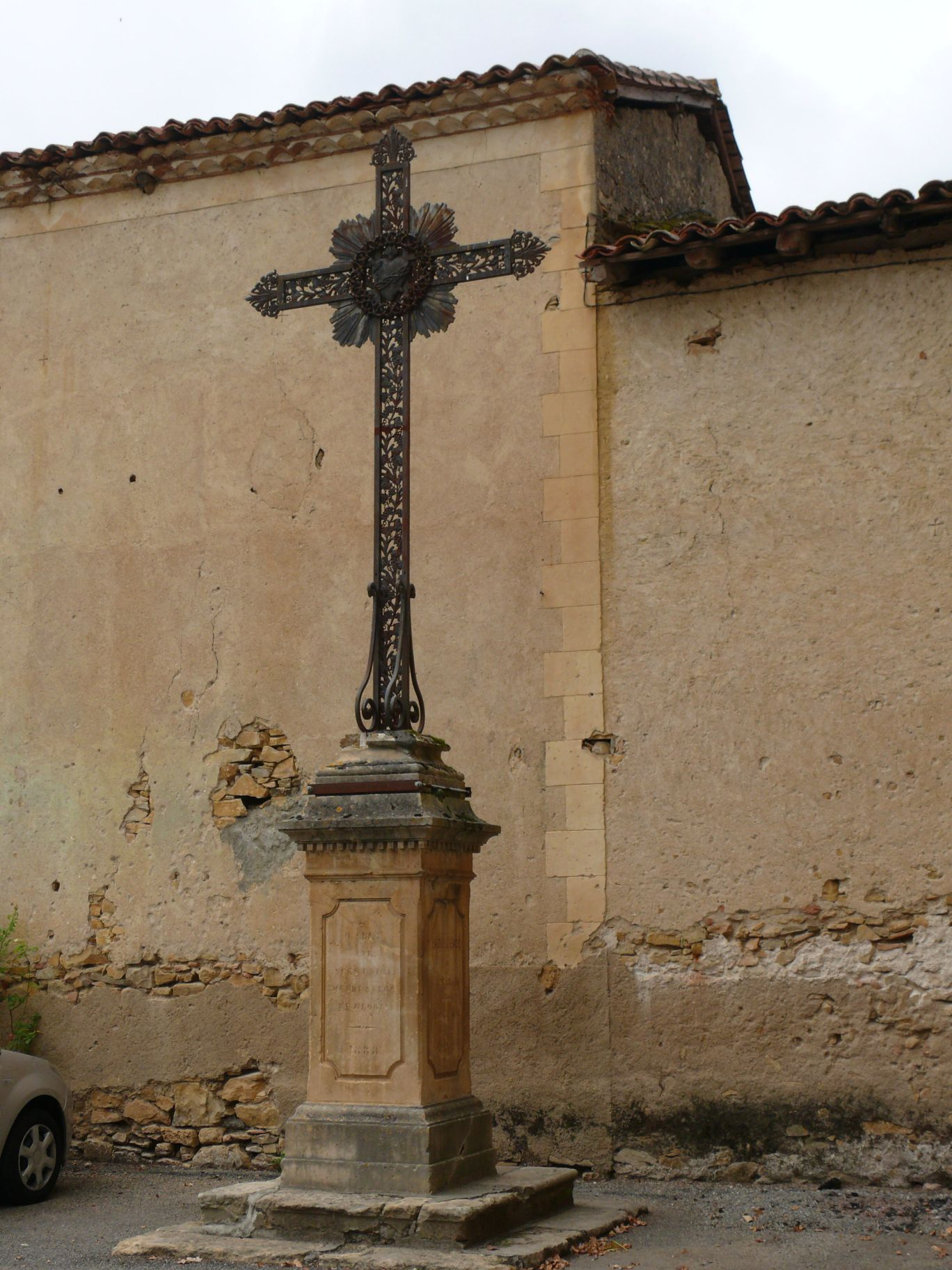
Крест около церкви Нотр-Дам
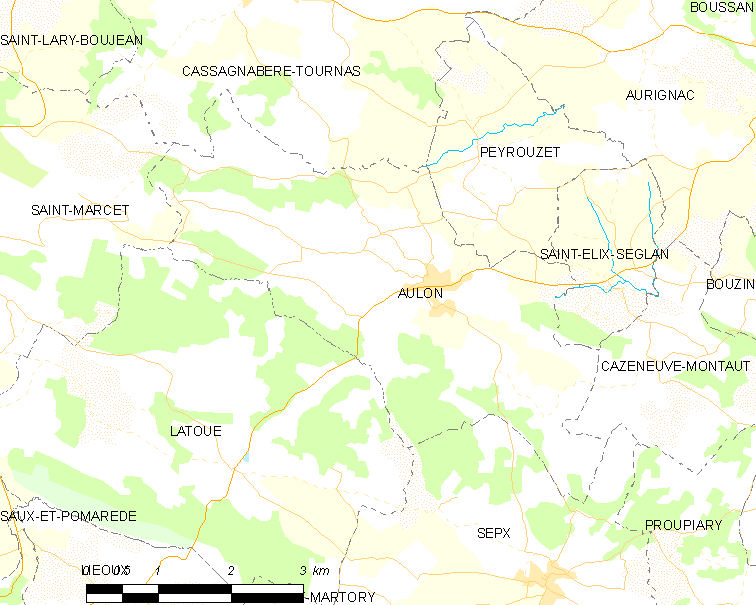
Карта коммуны